# Signal Iduna Park
Signal Iduna Park je stadion u njemačkom gradu Dortmundu. Izgrađen je 1974. za potrebe Svjetskoga nogometnoga prvenstva koje je te godine održano u Njemačkoj, a na njemu je odigrano i šest utakmica Svjetskoga prvenstva 2006. Na stadionu svoje domaće utakmice igra nogometni klub Borussia Dortmund.

## Položaj stadiona
Stadion se nalazi u Dortmundu, u Sjevernoj Rajni-Vestfaliji. U blizini ovoga stadiona nalaze se gradovi: Köln, Bochum, Essen te Gelsenkirchen. Do njega se može doći raznim cestama i autocestama.

## Povijest stadiona
Stadion Signal Iduna Park je izgrađen za potrebe Svjetskoga nogometnoga prvenstva 1974., koje je održano u tadašnjoj Zapadnoj Njemačkoj. Prvenstvo se nije trebalo igrati u Dortmundu, ali kako je grad Köln odustao od organizacije prvenstva, zamijenio ga je Dortmund.
Kapacitet od 54 000 gledatelja (17 000 stajaćih i 37 000 sjedećih mjesta) zadovoljio je potrebe Svjetskog prvenstva (četiri utakmice), ali i kluba. Po početku sljedeće sezone Bundeslige, navijači Borussije Dortmund mogli su se pohvaliti jednim od najljepših stadiona u ligi, koji je imao 80 % pokrivenih mjesta, neobično mnogo za to doba.
Promjene su stigle s novim propisima UEFA-e, na početku 1990-ih. Kapacitet je najprije pao na 42 500 (jer je UEFA zabranila stajaća mjesta), ali su nadograđene bočne tribine do starog kapaciteta, tako da danas imaju 38 500 sjedalica, a dograđivanje je nastavljeno pa južna tribina sada prima 25 000 gledatelja, najviše od svih tribina za stajanje u Europi.
Signal Iduna Park ima 65 718 sjedećih mjesta (u međunarodnim utakmicama) i čak 80 552 kada je dozvoljeno stajanje.
Od 2005. do 2017. Borussia će otplaćivati rate, čime će ponovno postati vlasnik ovoga stadiona, koji je bio prodan. Da bi se izvukao iz krize, klub je u prosincu 2005. odlučio promijeniti i ime stadiona, pa će se on do 2011. zvati Signal Iduna Park, po osiguravajućem društvu koji je sponzor kluba. Prije promjene imena stadion se nazivao Westfalenstadion.

## Vanjske poveznice
- Službena stranica (njem.)
- Stadion na stranici Borussije Dortmund (njem.)
- Vodič kroz stadion  Arhivirana inačica izvorne stranice od 19. svibnja 2009. (Wayback Machine) (njem.)